# Lịch Julius đón trước
Lịch Julius đón trước được tạo ra bằng cách mở rộng lịch Julius tới những ngày trước khi có sự sử dụng chính thức của lịch này vào năm 45 TCN.
Lịch thu được bằng cách mở rộng sớm hơn về thời gian so với sự phát minh hoặc hoàn thiện bổ sung được gọi là phiên bản "đón trước" của lịch, và vì vậy người ta thu được lịch Julius đón trước. Tương tự, lịch Gregory đón trước thỉnh thoảng cũng được sử dụng để chỉ rõ các ngày trước khi có sự sử dụng chính thức của nó vào năm 1582 (hoặc muộn hơn, tùy theo từng quốc gia và khu vực). Do lịch Julius thực tế đã được sử dụng trước thời gian này, người ta cần thông báo rõ ràng là ngày đã cho nào đó là theo lịch Gregory đón trước khi ngày đó được sử dụng.
Chữ AD hay A.D mà người ta vẫn dùng để chỉ các năm công nguyên là viết tắt của "Anno Domini" hay đầy đủ hơn là " Anno Domini Nostri Iesu Christi" trong tiếng La tinh- tức "Trong năm của Chúa tôi"/"Trong năm của Chúa tôi Đấng Cứu thế Giê-su" còn BC là từ viết tắt của tiếng Anh "Before Christ" tức "trước khi chúa Giê-su ra đời", phiên bản tương đương trong tiếng La tinh là a.C.n (viết tắt của "Ante Christum Natum", tức "trước khi Đấng Cứu thế ra đời").
Các nhà sử học kể từ Bede có truyền thống biểu diễn các năm trước năm AD 1 là "1 BC" (tức năm 1 TCN), "2 BC" (tức năm 2 TCN), v.v. Bede và những người sau này không dùng 0 trong tiếng Latinh nulla, giữa các năm BC (năm trước công nguyên) và AD (năm công nguyên). Trong hệ thống này, năm 1 TCN phải là năm nhuận (mặc dù các năm nhuận thực tế trong khoảng từ năm 46 TCN và năm 4 là thất thường: xem bài lịch Julius để có thêm chi tiết). Để xác định khoảng cách về thời gian giữa các năm dọc theo ranh giới BC/AD, thuận tiện hơn là thêm khái niệm năm 0 và biểu diễn các năm sớm hơn như là các năm âm. Sự chuyển đổi này được sử dụng trong hệ thống "lịch Julius thiên văn". Trong hệ thống này, năm 0 là tương đương với năm 1 TCN và nó là năm nhuận. 